# PalaSharp
Das PalaSharp (auch bekannt als Palatrussardi, PalaVobis, PalaTucker und Mazda Palace) war eine Mehrzweckhalle für Sportveranstaltungen und Konzerte nationaler sowie international Musikgrößen in Mailand, Italien. Die Halle fasste 10.045 Besucher.

## Geschichte
Die Arena ersetzte die beiden kleineren Veranstaltungshallen Sport Palace und Teatro Tenda di Lampugnano. Errichtet wurde das Gebäude im Jahr 1985. Am 26. September 1986 wurde die Mehrzweckhalle als Palatrussardi eröffnet. Den Namen behielt die Halle bis zum Jahr 1996. Die Arena erhielt diese Benennung nach dem Namen des Designers und Unternehmers Nicola Trussardi. Von 1996 bis 2002 wurde das Gebäude in PalaVobis umbenannt. Nachdem sich der Automobilhersteller Trucker die Namensrechte für die Arena gesichert hatte, wurde sie in der ersten Jahreshälfte von 2002 in PalaTucker umbenannt. Von 2002 bis 2007 war die Halle als Mazda Palace bekannt. Von 2007 bis zur Schließung des Gebäudes am 30. April 2011 hieß die Arena PalaSharp.

## Veranstaltungen
| Jahr | Veranstaltung | Besucher  |
| ---- | ------------- | --------- |
| 1987 | Basketball    | N.N.      |
| 1990 | Eric Clapton  | 2× 10.000 |